# Иванов, Илларион Андронович
Илларион Андронович Иванов (15 октября 1895; Тонгузино, Российская империя — 21 ноября 1965; Пермь, РСФСР, СССР) — советский профессор, кандидат медицинских наук, хирург-уролог, ассистент факультетской хирургической клиники Молотовского мединститута. Заведующий кафедрой факультетской хирургии при ГКБ № 2 имени доктора Ф. Х. Граля.

## Биография
Родился 15 октября 1895 года в деревне Тонгузино Республики Татарстан.
После того, как Иванов окончил школу, обучался на фельдшера в городе Саратов, где и завершил так же обучение. В своё время уходил добровольцем в Рабоче-крестьянскую Красную армию, где служил лекпомом (помощником медицинского работника) в госпитале № 139. В годы эпидемии сыпного тифа, Иванов самостоятельно вызвался работать с больными и сам заболел, но позже выздоровел. В 1920 году был командирован для поступления на медицинский факультет Пермского университета. После его окончания, Иванов остался жить и работать в городе Молотов (Пермь). Свою оставшуюся жизнь проводил в стенах медицинского института, где прошёл путь от ординатора до профессора, заведующего кафедрой. В 1939 году защищал кандидатскую диссертацию, в 1956 году докторскую диссертацию по теме восстановительных операций при комбинированных повреждениях полового мужского органа и мочеиспускательного канала, получив вскоре должность профессора.
Во времена Великой Отечественной войны являлся ведущим хирургом специализированного урологического госпиталя. Смог произвести свыше четырёх тысяч сложных операций и дополнительно к своему медицинскому образованию обучался на философском факультете. С 1947 года был сотрудником ВКП (б). В 1961 году профессор Иванов был избран заведующим кафедрой факультетской хирургии с курсом урологии Пермского медицинского института, где работал до конца своей жизни.
Благодаря усилиям Иванова в хирургической клинике было расширено до 150 коек, в урологическом отделении до 65 коек. Сумел разработать около 20 методов диагностики и лечения, защищённых авторскими свидетельствами на изобретения. Иванов опубликов около 60-ти научных работ, при этом являлся членом правления Всесоюзного общества урологов, членом редакционного журнала «Урология», председателем Пермского урологического общества и окружной избирательной комиссии. Являлся активным общественным работником.
Ушёл из жизни по болезни 21 ноября 1965 года. Был до своей смерти прооперирован в Москве, но скончался в послеоперационный период. Похоронен в Перми на Верхне-Муллинском кладбище. По свидетельству очевидцев, в последний путь профессора Иванова провожал буквально весь город. До самой могилы — более 7 км его несли на руках врачи, студенты и благодарные больные.

## Звания и награды
- Значок «Отличнику здравоохранения»
- Орден Ленина
- Медаль «За победу над Германией в Великой Отечественной войне 1941—1945 гг.»
- Медаль «За доблестный труд в Великой Отечественной войне 1941—1945 гг.»

### Собственные работы
1. Иванов И. А. К вопросу об инвагинации на почве доброкачественных опухолей тонких кишек//Труды Пермского медицинского института. Вып. XI. — Пермь, 1938. — С.152-158
2. Шалаев М. И., Иванов И. А., Титлянова З. А. Роль пневмоний в послеоперационной летальности//Вопросмы клинической хирургии.-Пермь,1965. — С.409-413. — (Министерство здравоохранения РСФСР, Пермский областной отдел здравоохранения, Пермский государственный медицинский институт, Пермское областное общество хирургов и урологов. Вып.62)
3. Иванов И. А. О новой методике фаллопластики и уретропластики// Вопросы клинической медицины.- Пермь: Кн. изд-во,1958. — С.251-256. — (Труды Пермского государственного медицинского института. Вып. XXYIII)
4. Иванов И. А. Новая модификация восстановления мочеиспускательного канала// Вопросы клинической медицины.- Пермь: Кн. изд-во,1958. — С.257-260. — (Труды Пермского государственного медицинского института. Вып. XXYIII)